# Thomas Meunier
Thomas Meunier (Saint-Ode, 12. rujna 1991.) belgijski je nogometaš koji trenutačno igra za Lille i belgijsku nogometnu reprezentaciju. 

## Klupska karijera

### Club Brugge
Meunier je prešao u Club Brugge iz trećeligaša Virtona u siječnju 2011., međutim transfer je tek finaliziran krajem te sezone. Prije Meunierovog transfera, belgijskom klubu iz Bruggea je propao transfer Dalibora Veselinovića te Jellea Van Dammea. U prvoj utakmici u 2011./12. sezoni je Meunier igrao posljednjih dvadesetak minuta protiv Westerloa. Također je uspio zabiti podogak tijekom svog debija protiv De Kemphanen. Odigrao je punih 90 minuta u završnici belgijskog kupa protiv Anderlechta u 2014./15., gdje je Club Brugge osvojio svoju prvu nagradu od 2007. godine. Meunier je s belgijskim klubom osvojio još belgijsko prvenstvo. U 157 nastupa za Brugge Meunier je postigao 17 golova.

### Paris Saint-Germain
S pariškim Paris Saint-Germainom je u srpnju 2016. godine potpisao četverogodišnji ugovor. "Počašćen sam što me odabrao Paris Saint-Germain. Došao sam u ekipu koja ima velik broj odličnih igrača. Potpisao sam za Pariz jer imam veliku želju za napretkom i stjecanjem iskustva na najvišem nivou, te osvajanjem trofeja. Ne mogu dočekati prvu utakmicu na fantastičnom Parku Prinčeva", rekao je Meunier. Belgijski reprezentativac je debitirao protiv Real Madrida u prijateljskoj utakmici u srpnju 2016. godine. Nakon što je ušao s klupe, Meunier je zabio i dva pogotka protiv Los Blancos za konačnih 1:3. U kolovozu 2016. godine je Meunier debitirao u Ligue 1 u porazu protiv AS Monaca. Nakon sat vremena je ušao kao zamjena za Davida Luiza. U Ligi prvaka je Meunier donio pobjedu protiv FC Basela s golom u 90. minuti na St. Jakob-Parku. Ovom pobjedom je francuski klub osigurao prolazak u nokaut fazu Lige prvaka.

## Reprezentativna karijera
U rujnu 2011. godine je dobio poziv izbornika Belgije do 21 godine i zabio je pogodak u kvalifikacijskoj utakmici protiv Azerbajdžana za Europsko prvenstvo do 21 u 2013. godini.
Za belgijsku nogometnu reprezentaciju je debitirao 14. studenog 2013. u porazu protiv Kolumbije. U dvije sljedeće prijateljske utakmice je Meunier započeo s klupe protiv Japana i Islanda.
Belgijski nogometni izbornik objavio je u svibnju 2016. popis za nastup na Europsko prvenstvo u Francuskoj, na kojem je se nalazio Meunier. Meunier je započeo Europsko prvenstvo u prvih jedanaest u prve dvije pobjede protiv Irske i Švedske. Belgijski igrač je protiv Iraca i Šveđana igrao 90 minuta na desnoj strani, gdje je u Nouveau Stade de Bordeaux asistirao Axelu Witselu za drugi gol. Dobio je također priliku u osmini finala protiv Mađarske. Belgija se porazom u četvrtfinalu od Walesa oprostila od Europskog prvenstva u Francuskoj. Meunier je ostao tijekom te utakmice na klupi.
U studenom 2016. je Meunier zabio svoj prvi pogodak za Rode Duivels u kvalifikacijama za Svjetsko prvenstvo u 2018. protiv Estonije. U 8. minuti je Belgijanac otvorio vodstvo Belgije na Stadionu kralja Baudouina za konačnih 8:1. Za kvalifikacijski dvoboj protiv Grčke i prijateljski susret protiv Rusije u ožujku 2017., Roberto Martínez nije mogao računati na Meuniera zbog ozljede.

## Vanjske poveznice
- Profil na Transfermarktu
- Profil na Soccerwayu